# قلعة هريدوك
قلعة هريدوك (بالفارسية: قلعه هزار درب) هي قلعة تاريخية تعود إلى عصر القاجاريون، وتقع في مقاطعة نيك شهر.